# Акса
Акса (фр. Axat) насеље је и општина у јужној Француској у региону Лангдок-Русијон, у департману Од која припада префектури Лиму.
По подацима из 2011. године у општини је живело 624 становника, а густина насељености је износила 53,02 становника/km². Општина се простире на површини од 11,77 km². Налази се на средњој надморској висини од 398 метара (максималној 1.330 m, а минималној 394 m).

## Демографија
| 1962. | 1968. | 1975. | 1982. | 1990. | 1999. | 2011. |
| ----- | ----- | ----- | ----- | ----- | ----- | ----- |
| 993   | 997   | 911   | 1.021 | 919   | 832   | 624   |

График промене броја становника у току последњих година